# Bertran Cazorla Rodríguez
Bertran Cazorla Rodríguez   (el Prat de Llobregat, 10 de febrer de 1984) és un periodista català.

## Trajectòria
Ha treballat per a El País i va ser corresponsal a l'Agència Catalana de Notícies al Baix Llobregat. L'any 2006 va obtenir el premi de la Fundació Nous Horitzons amb el treball «Federalisme i Estat plurinacional: una parella inseparable?». El 2013 va participar en l'edició de l'Anuari Mèdia.cat sobre els «silencis mediàtics», on signava un reportatge sobre les morts ocorregudes en comissaries de policia durant el 2012. Ha estat també membre de l'equip de premsa d'Esquerra Unida i Alternativa i col·laborador de la Directa, mitjà on va destapar la participació de la delegada del Govern espanyol a Catalunya, María de los Llanos de Luna, en un homenatge a la Divisió Azul.
La matinada del 15 de juny de 2013 Cazorla va ser detingut davant la comissaria de Ciutat Vella de Barcelona per part d'una patrulla dels Mossos d'Esquadra, que l'haurien agredit i vexat, segons testimonis presencials. Cazorla s'hauria interessat per una actuació dels Mossos que ell considerava incorrecta, motiu que hauria desencadenat els fets. Segons la versió del periodista, els agents el van colpejar en primera instància i, quan ja el deixaven marxar —a ell i al seu company—, Cazorla va demanar el número d'identificació del policia que l'hauria agredit, fet que hauria provocat que el reduïssin a terra i que el colpegessin entre uns quants Mossos, segons l'afectat. Després el van dur a l'hospital i, en acabat, als calabossos de la comissaria de les Corts, on va prestar declaració. El cos policial, en canvi, va assegurar que el va fer entrar a comissaria arran de l'enrenou que suposadament generaven davant la comissaria un grup de joves «molt passats de voltes». Un cop a dins de la comissaria, segons els Mossos, «els agents continuaven rebent insults i amenaces» i el periodista hauria colpejat un dels policies amb un «joc de claus».
En sortir en llibertat, Cazorla es va reservar la possibilitat de demandar el servei de premsa del Departament d'Interior per difamació en la seva explicació dels fets i va assegurar: «M'han "apretat" al cap, la boca, el nas, el coll, m'han fet tot tipus d'abusos». És per això que va denunciar-los per un delicte de maltractaments i vexacions i va demanar una investigació clara per part del Departament d'Interior i que els agents fossin suspesos de sou i feina. ICV-EUiA va portar els fets al Parlament de Catalunya i va exigir que s'obrís una investigació per a esbrinar els fets. L'endemà, el periodista va publicar a Twitter les fotografies de les seves claus i una anàlisi d'orina per intentar desmentir que anés «passat de voltes» i que agredís cap policia. Tot i això, el conseller Ramon Espadaler va defensar que els Mossos van actuar «amb correcció» i va acusar el periodista d'haver tingut «algun tipus d'incident semblant» amb anterioritat.